# Fiksacja
Fiksacja (łac. fixus - umocowany, stały) – jeden z mechanizmów obronnych znanych w psychologii.
Polega na kurczowym trzymaniu się wyuczonych mechanizmów przystosowania (myśli i zachowań), dzięki czemu nie dopuszcza się myśli, które mogłyby spowodować frustrację.
Daje to krótkotrwały zysk psychologiczny w postaci zmniejszenia napięcia (co jest podstawowym zadaniem mechanizmów obronnych), jeśli zagrożenie minie, ale uniemożliwia przystosowanie się do niego.
Wyróżnia się również tak zwane fiksacje rozwojowe. Polegają one na zablokowaniu się rozwoju emocjonalnego na pewnej fazie i braku przejścia do następnej fazy rozwojowej. W tym sensie np. w psychoanalizie używa się sformułowań "fiksacja oralna", "fiksacja analna" itd. jako określenia rozwojowej fiksacji energii libidalnej - "fiksacja libidalna" (szerzej zobacz: rozwój psychoseksualny).
Fiksacje rozwojowe związane są z frustracją i deprywacją potrzeb charakterystycznych dla danego wieku rozwojowego. Jeśli w danym okresie jest zbyt wiele lub zbyt mało frustracji podstawowych dla danego wieku potrzeb, prowadzi to do fiksacji. W efekcie takiej fiksacji np. dorosła osoba żywić może stany wewnętrzne, dylematy, sposoby myślenia itd. charakterystyczne dla młodszego wieku rozwojowego. Na przykład dorosły mężczyzna mieszka z rodzicami i nie przeżywa pragnień założenia własnej rodziny, związania się z inną bliską osobą, źle się czuje w sytuacjach faktycznej niezależności itp.
Fiksacja może być także następstwem silnych frustracji życiowych i stresu, który przekracza możliwości adaptacyjne. Taka fiksacja (obok innych konsekwencji) pojawiać się może jako skutek na przykład śmierci bliskiej osoby, choroby, utraty pracy i innych nieszczęść (więcej zobacz: teoria frustracji - agresji). O sile sytuacji stresujących (stresorów) szerzej zobacz: stres.
Przykłady:
- Orkiestra na Titanicu podobno grała do samego końca...
- Nie mam pracy i w związku z tym oglądam non stop TV
- Gdy jestem zmęczony, zdenerwowany lub smutny, włączam telewizor i przeskakuję bezmyślnie z kanału na kanał.
- Palenie papierosów może być interpretowane jako fiksacja oralna, bowiem imituje ssanie piersi (szerzej zobacz: faza oralna)
- Na rozmowie kwalifikacyjnej lub gdy nie wiem co odpowiedzieć na egzaminie, powtarzam ciągle tę samą frazę.